# Tamariz de Campos
Tamariz de Campos est une commune de la province de Valladolid dans la communauté autonome de Castille-et-León en Espagne.

## Sites et patrimoine
Les édifices les plus caractéristiques de la commune sont :
- Église paroissiale San Pedro.
- Église San Juan Bautista, porte de style renaissance et restes de la tour.
- Chapelle Nuestra Señora del Castillo.
- Entrée gothique du bâtiment connu comme "El Palacio".
- Statue de "Don Purpurino".

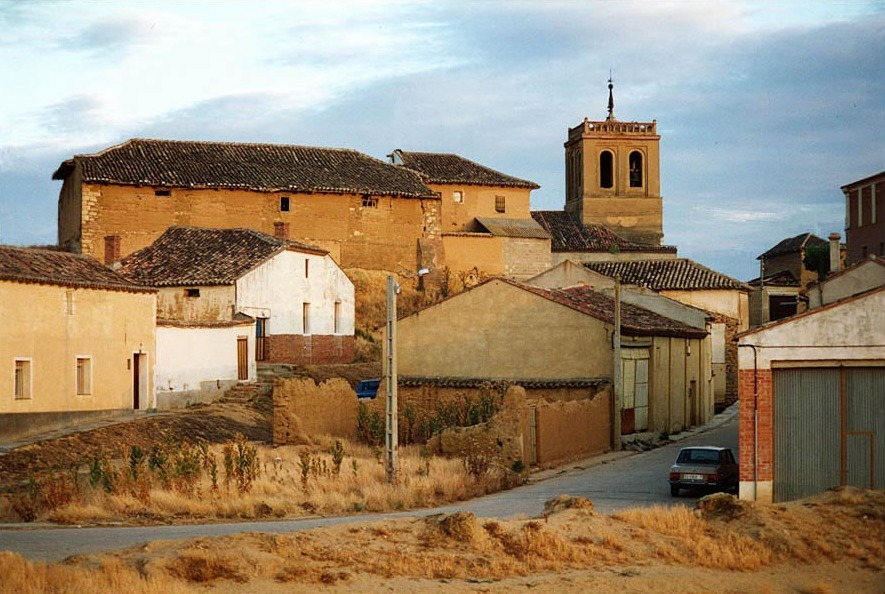
Vue du ville et de l'église San Pedro.